# Isambard Kingdom Brunel Standing Before the Launching Chains of the Great Eastern
Isambard Kingdom Brunel Standing Before the Launching Chains of the Great Eastern é uma fotografia tirada por Robert Howlett em novembro de 1857. Ele mostra o engenheiro britânico Isambard Kingdom Brunel, durante a conturbada primeira tentativa de lançamento do SS Great Eastern, de longe o maior navio construído até aquela data.
Brunel está parado na frente de grandes correntes usadas para conter o navio enquanto a rampa era baixada. As calças e botas de Brunel estão lamacentas do estaleiro de construção naval e ele está fumando um de seus charutos habituais. Sua pose foi descrita como casual e autoconfiante.
A imagem se tornou um ícone da era industrial e do século XIX e foi incluído em muitas coleções de fotografias. Foi amplamente reproduzido na época do lançamento do navio em janeiro de 1858 e novamente após a morte de Brunel em 1859.

## Antecedentes
Isambard Kingdom Brunel foi um engenheiro britânico que construiu uma série de obras inovadoras e projetos de engenharia ferroviária e, em 1845, o SS Great Britain, naquela época o maior navio já construído. Em 1853 ele iniciou a construção do SS Great Eastern, que seria seis vezes maior do que qualquer outro navio já construído. O projeto seria o último de Brunel e um de seus mais ambiciosos e frustrantes. Com o navio medindo 692 pés (210 m) de comprimento e 22 500 long tons (23 000 t) de peso, foi difícil de lançar. Começando em novembro de 1857, levou três meses para ser lançado. O navio, sucateado em 1889, não foi superado em tamanho por cinquenta anos.

## Fotografia

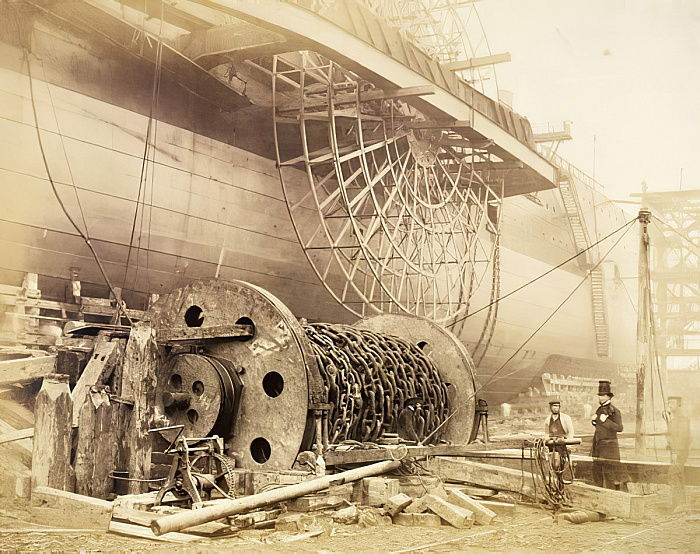
Brunel perto das correntes com o Great Eastern ao fundo

O jornal Illustrated Times queria ilustrar sua cobertura do lançamento. Robert Howlett foi comissionado então para participar do lançamento e tirar as fotografias. Howlett era sócio do estúdio fotográfico londrino Photographic Institution e tirava fotos desde 1852. Ele ganhou destaque após ingressar no estúdio em 1853 e anteriormente havia realizado uma encomenda para a Rainha Vitória e o Príncipe Albert retratando soldados da Guerra da Crimeia.

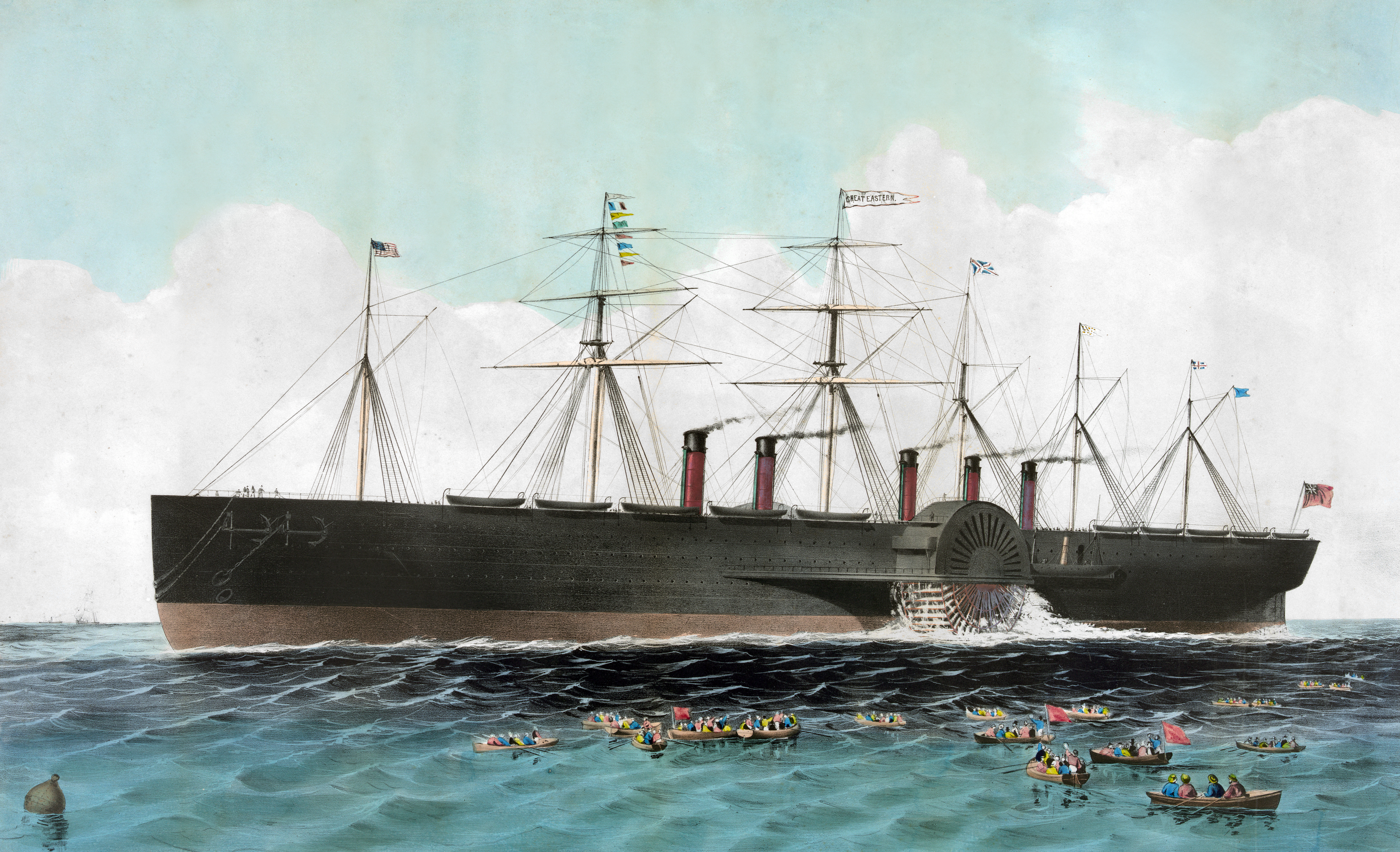
Uma representação do Great Eastern no mar

Howlett participou do estaleiro de construção naval em Millwall, Londres, durante a primeira tentativa de lançamento, com a presença de uma multidão de 10.000 especadores, em novembro de 1857. Além de uma série de fotos tiradas do navio, ele tirou seis fotos de Brunel, três retratos dele sozinho e três dele com um grupo de homens.
Uma das fotos do grupo, que também mostra três trabalhadores manuais, Brunel ficou perto de um dos tambores que segurava grandes correntes usadas para conter o navio quando sua rampa era baixada. Todas as três fotos individuais de Brunel mostram ele parado na frente de correntes. Em sua versão mais famosa da fotografia, Brunel está em uma pose casual, com as mãos nos bolsos das calças. Suas calças e botas estão enlameadas e seu colete está torto. Ele está fumando e uma caixa de charutos está pendurada no ombro, ele raramente aparecia em público sem os charutos.

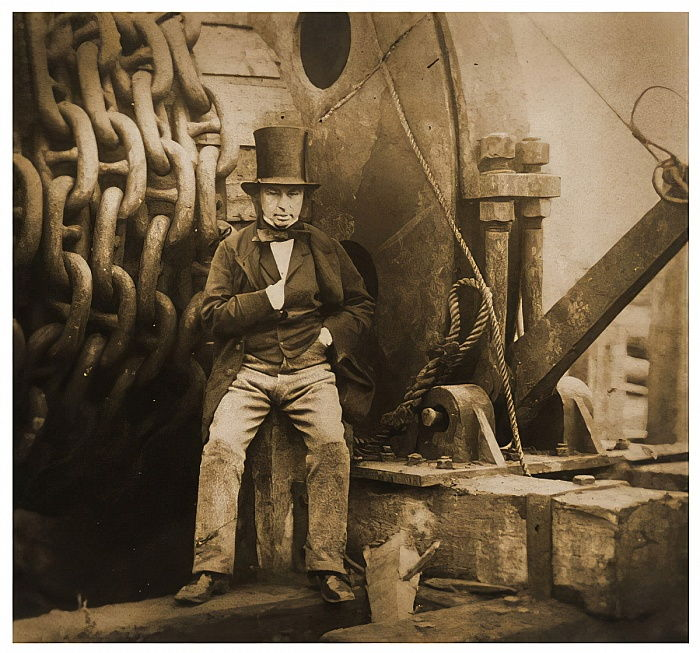
Outro retrato individual de Brunel feito por Howlett

Em uma das outras versões, Brunel está em uma pose semelhante, mas encostado nas correntes e a câmera é posicionada em um ângulo maior em relação a ele. Em uma terceira versão, Brunel está sentado em um poste na frente das correntes olhando diretamente para a câmera, sem charuto e com a mão direita no colete. Esta possivelmente foi tirada em um momento diferente, pois Brunel usa calças mais leves, sem relógio de bolso e sem caixa de charuto. As correntes no fundo também são diferentes.
A fotografia provavelmente foi revelada no Photographic Institution. Em seguida, foi publicada em uma edição especial do Illustrated Times em 16 de janeiro de 1858, antes do lançamento bem-sucedido do navio em 31 de janeiro. O trabalho foi posteriormente amplamente distribuído como um carte-de-visite e como imagem estereoscópica, descrito na época como uma das "mais atraentes nas vitrines das lojas de impressão".
A série de fotografias se tornou o trabalho mais famoso de Howlett, pois a carreira foi interrompida por sua morte prematura de febre. Após a morte de Brunel em 1859, foram publicadas versões da obra com sua assinatura.

## Interpretação
O Metropolitan Museum of Art de Nova Iorque mantém uma cópia da fotografia. Eles afirmam que a pose de Brunel transmite uma sensação de autoconfiança e determinação. Eles observam que suas roupas enlameadas refletem a disposição de Brunel de se envolver com as obras no local. O historiador Charles Saumarez Smith diz que a fotografia transmite uma "impressão de excessiva casualidade sobre suas realizações".
A National Portrait Gallery (NPG) também mantém uma cópia da fotografia. Eles descrevem a decisão de Howlett de usar as correntes como plano de fundo como inspiração e afirmam que serviu para humanizar o sujeito. Em 2009, o guia John Cooper da NPG afirmou que as correntes passaram a simbolizar a ambição de Brunel e as "esmagadoras responsabilidades" do trabalho que o levaram à morte prematura em 1859. A obra de Cooper, Great Britons: The Great Debate, lançada em 2002, afirma que a fotografia "captura o espírito e a modernidade da engenharia vitoriana" e "ilustra o poder de evocar uma personalidade e um lugar no tempo".

## Impacto

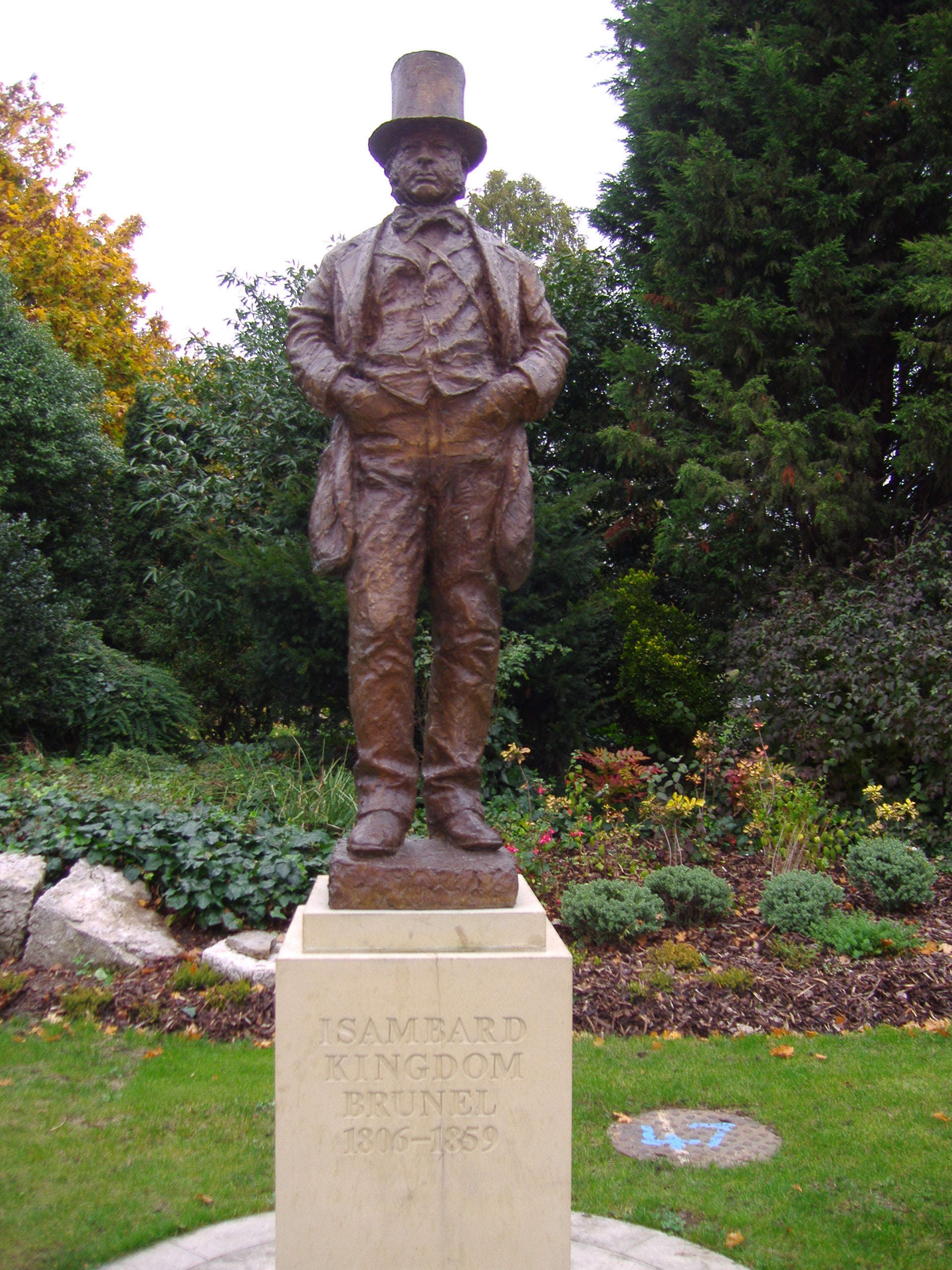
Estátua na Universidade Brunel

A fotografia e outras da série são um exemplo valioso de retrato ambiental de um período em que a fotografia ao ar livre foi tecnicamente desafiadora e muitos retratos foram tirados em estúdio. O National Heritage Memorial Fund (NHMF) afirma que a imagem passou a representar toda a era industrial e foi descrito como "uma das fotos mais famosas do século XIX e, possivelmente, de todos os tempos".
A fotografia foi reproduzida em "incontáveis" livros e apareceu em 2016 e 2018 na lista de 100 principais da NPG. Também apareceu em The English Face de David Piper (1992); Chain Reactions de Adam Hart-Davis (2000) e The Gallery of Fashion de Aileen Ribeiro (2000). Em 2006, a fotografia foi selecionada pela Folio Society como uma das "100 Melhores Fotografias".
O Brunel Museum adquiriu uma impressão da fotografia em 2019 com doações do NHMF, o Art Fund e Victoria and Albert Museum. Esta cópia foi um dos originais feitos direto da placa de vidro, provavelmente no estúdio de Howlett. A impressão foi eleita a aquisição do Art Fund favorita do público em 2019.
As reproduções da fotografia foram sujeitas a críticas devido à presença do tabaco. Em 2006, uma versão foi reproduzida em The Life of Isambard Kingdom Brunel, um livro destinado a crianças de 5 a 7 anos, onde teve o charuto editado. A editora Heinemann considerou o charuto "não icônico" e possivelmente prejudicial para suas vendas para escolas.
A organização Brunel 200, que planejava suas comemorações do bicentenário, condenou a ação e um representante da Instituição de Engenheiros Civis descreveu-a como censura "desonesta" com "paralelos com Stalin". Uma estátua de 2006, que se inspirou na fotografia, na Universidade de Brunel em Londres também omitiu o charuto. O escultor Anthony Stones negou que fosse por causa da censura ao tabaco e disse que foi uma decisão artística.